# Luis Antonio Tagle
Luis Antonio Gokim Tagle (Manila, 21 de juny de 1957) és un cardenal filipí de l'Església Catòlica, 32è arquebisbe de Manila, cardenal prevere de San Felice da Cantalice a Centocelle, i actual President de Caritas Internacional. Va ser nomenat pel Papa Benet XVI per succeir el cardenal Gaudencio Rosales.
Tagle és professor de Síntesi Dogmàtica a la Facultat de Teologia del Seminari San Carlos, el seminari major arxidiocesà de Manila, i és professor associat de Teologia Sistemàtica a la Facultat Loyola de Teologia de la Universitat Ateneo de Manila. També a la facultat de teologia del Seminari de la Divina Paraula de Tagaytay. Tagle ha participat en nombroses qüestions socials a les Filipines, amb èmfasi en ajudar els pobres i necessitats, mentre manté una oposició contra l'ateisme, l'avortament, la contracepció i la Llei de Salut Reproductiva, tot i ha tingut una posició més moderada sobre la llei que altres bisbes filipins, rebutjant excomunicar el polítics que li donin suport i a distribuir cartells condemnant-la per les parròquies de Manila. Al mateix temps, el cardenal Tagle ha expressat repetidament el seu beneplàcit a permetre que els divorciats i tornats a casar catòlics rebin la comunió, ha criticat l'Església Catòlica per fer servir un "llenguatge dur" per descriure LGBT i divorciats i sovint és considerat com un representant de l'ala progressista de l'Església. Actualment té una gran influència religiosa i política com a arquebisbe de la capital, amb una població estimada de 2,8 milions de catòlics a la seva arxidiòcesi. Tagle parla fluidament italià i anglès, a més del seu tagalo nadiu i llegeix correctament l'espanyol, francès i llatí.
Tagle va ser creat cardenal pel Papa Benet XVI al consistori del 24 de novembre de 2012 a la basílica de Sant Pere.

## Biografia
Tagle va néixer en el si d'una família devota catòlica, fill de Manuel Topacio Tagle i Milagros Gokim, que prèviament treballaren per a l'Equitable PCI Bank. L'avi patern de Tagle, Florencio, provenia de Imus, Cavite; la família Tagle eren part de la Principalía, l'aristocràcia cristiana hispànica en l'època anterior a la Revolució Filipina de 1896.
Primer fill, Tagle era capaç de recitar el Sant Rosari amb 3 anys. Després de fer l'educació elemental i la secundària a la Saint Andrew's School de Parañaque, va ser influenciat per amics capellans per ingressar al Seminari jesuïta de San José, que li donava l'accés immediat a la universitat Ateneo de Manila.

### Estudis posteriors
Tagle assolí el grau de batxiller en arts a l'Ateneo el 1977 i, posteriorment, el Master of Arts en Teologia a la Facultat de Teologia Loyola. Tagle va obtenir el doctorat en Teologia a la Universitat Catòlica d'Amèrica entre 1987 i 1991, amb Summa cum Laude. Va escriure la seva dissertació sota la direcció de Joseh Komonchak sobre la noció de la col·legibilitat episcopal com estava desenvolupada al Concili Vaticà II i la influència del Papa Pau VI en el seu desenvolupament. A més, Tagle assistí a cursos doctrinals a l'Institut de la Universitat Pau VI.

### Presbiterat
Tagle va ser ordenat prevere a la diòcesi d'Imus el 27 de febrer de 1982. Després d'ordenar-se, va fer de vicari a la parròquia de Sant Agustí,Méndez-Núñez, Cavite (1982-1984) i director espiritual (1982-1983) i després rector (1983-1985) del seminari diocesà d'Imus. En marxar a Roma pe rampliar estudis (1985-1992) va ser nomenat vicari episcopal pels religiosos (1993-1995), rector de la parròquia-catedral de Nuestra Señora del Pilar d'Imus (1998-2001). També ensenyà teologia al seminari San Carlos (1982-1985) i al Seminari Divina Paraula de Tagaytay, Cavite.
El papa Joan Pau II nomenà Tagle per la Comissió Teològica Internaciona (1997-2002), servint sota el seu president, el cardenal Joseph Ratzinger. Va ser membre del comitè editorial Bologna (1995-2001) del projecte "Història del Vaticà II" encapçalat per Alberto Melloni. Tagle és també president de la Comissió Episcopal sobre la Doctrina de la Fe de les Filipines.

### Bisbe d'Imus
El 22 d'octubre de 2001 va ser nomenat bisbe d'Imus, sent consagrat el 12 de desembre.
En la primera reunió de bisbes convocada pel Papa Benet XVI al 2005, l'Assemblea General de Sínode de Bisbes, va fer un dels set discursos, sobre la inadecuitat del nombre de preveres a les Filipines, i també comentà en una conferència de premsa que «el primer diumenge després de la meva ordenació com a prevere, vaig dir nou misses, i això és habitual a les Filipines.» A la Conferència Episcopal de les Filipines, és President de la Comissió per a la Doctrina de la Fe.
Tagle assistí al Congrés Eucarístic Internacional del 2008 celebrat a Quebec, per lliurar una ben rebuda catequesi sobre la importància de l'Eucaristia.

### Arquebisbe de Manila
El 13 d'octubre de 2011 la Santa Seu nomenà Tagle com a 32è Arquebisbe de Manila, succeint el cardenal Gaudencio Rosales.
D'acord amb el pare Catalino Arévalo SJ (el primer membre asiàtic de la Comissió Teològica Internacional del Vaticà), mentre que Tagle va ser molt afavorit pel càrrec pel llavor nunci papal a les Filipines Edward Joseph Adams i pel cardenal Gaudencio Rosales, també van haver objeccions remeses al Papa Benet XVI, que demanà que s'investiguessin les al·legacions.
Tagle actualment governa la seu metropolitana de Manila, amb una població de 2,8 milions de catòlics, en un moment en què la secularització presenta molts desafiaments a l'Església incloent canvis en la legislació relativa a la vida familiar, el control de naixements i el matrimoni. D'acord amb les previsions del Codi de Dret Canònic, Tagle va prendre possessió de la seu de Manila dos mesos després del seu nomenament. Va ser instal·lat com a arquebisbe el 12 de desembre de 2011, festivitat de la Mare de Déu de Guadalupe i desè aniversari de la seva consagració episcopal.
Abans de la seva instal·lació com a arquebisbe, Tagle va fer un pelegrinatge a Israel i als territoris palestins a l'octubre de 2011. A l'església de Santa Caterina de Betlem, Tagle celebrà una imatge del nen Jesús que va ser treta per la veneració abans de Nadal. Al lloc de baptisme Yardenit al riu Jordà es posà una placa de plata en honor de Tagle, on participà en una cerimònia on es plantaren arbres com a símbol de l'amistat entre Israel i Filipines.
El 9 de febrer de 2012, Tagle assistí a una conferència de quatre dies titulada "Simposi per Curació i Renovació" a la Pontifícia Universitat Gregoriana de Roma. Dirigint-se a 110 diòcesis i 30 instituts religiosos, Tagle parlà sobre les crisi dels abusos sexuals a l'Àsia, on els preveres no-celibataris que tenen amants són problemes més habituals que els abusos de nens. Tagle senyalà que una cultura de vergonya perpetra el problema i no contribueix a la solució. Com a resultat, la Santa Seu ha llançat un projecte per internet per ajudar les víctimes i evitar noves crisi.
El 13 de febrer de 2012 Tagle anuncià que la catedral de Manila estaria temporalment tancada, senyalant tasques estructurals per mantenir la integritat de l'edifici contra possibles terratrèmols. En una circular, Tagle senyalà que els terrenys al voltant de la basílica és massa tou, amb les columnes de suport no tenen cristeris d'enginyeria, i que l'arxidiòcesi es traslladà temporalment a l'església parroquial de San Fernando de Dilao a Paco fins que les reparacions de la basílica estiguessin completes.
El 12 de juny de 2012, Tagle va ser nomenat membre de la Congregació per a l'Educació Catòlica per a un període renovable de cinc anys. Aquell dia, Tagle lliurà un discurs catequètic al 50è Congrés Eucarístic Internacional de Dublín. Senyalà la importància de l'Eucaristia amb relació a la Verge Maria, particularment al seu paper matern en la vida diària cristiana i en la pràctica de viure una vida de santedat i pietat basada en les creences relatives a l'Eucaristia a l'Església Catòlica. També mencionà les diverses qüestions que divideixen l'Església a Irlanda i casos semblants a Àsia.
Tagle rebé el pal·li de mans del Papa Benet XVI el 29 de juny 2012, festivitat de Sant Pere i Sant Pau, conjuntament amb diversos arquebisbes de diversos països.
El 4 d'agost de 2012, Tagle pronuncià un discurs contra la Llei de Salut Reproductiva a EDSA, Manila. Al discurs advocà pels drets de les dones en reconsiderar el seu valor valuós com a mares i mullers, mereixent l'amor genuí i el respecte com a reflex de Déu i un do per la humanitat. Tagle també parlà durament contra la prostitució sexual, que veu com una afrenta a la feminitat.
Benet XVI nomenà Tagle com un dels Pares Sinodals nomenat pel Papa per a la 13a Assemblea Ordinària General del Sínode de Bisbes sobre la Nova Evangelització el 18 de setembre de 2012.

### Cardenal prevere
El 23 d'octubre de 2012, el Secretari d'Estat cardenal Tarcisio Bertone llegí una carta personalitzada del Papa Benet XVI dirigida a l'arquebisbe Tagle on manifestava la seva intenció de nomenar-lo pel Col·legi de Cardenals. A més, Tagle va rebre instruccions específiques per romandre en silenci perquè el nomenament papal no interferís en les tasques del sínode episcopal que en aquells moments tenien lloc a Roma.
El papa Benet XVI el nomenà pel Col·legi de Cardenals el 24 d'octubre de 2012. Se li concedí el títol de cardenal prevere de San Felice da Cantalice a Centocelle durant el consistori celebrat el 24 de novembre. Tagle és el setè filipí nomenat cardenal de l'Església Catòlica. Durant els ritus del cardenalat, es va veure a Tagle com plorava durant el seu nomenament.
El 30 de novembre de 2012, en tornar a les Filipines, presidí una missa d'acció de gràcies a l'església de San Fernando de Dialo a Paco, Manila, a la que hi assistiren el President de les Filipines Benigno Aquino, el Vicepresident Jejomar Binay i el llavors Alcalde de Manila Alfredo Lim.
El 9 de gener de 2013, durant la festivitat del Natzarè Negre, Tagle pronuncià una homilia televisada des del Quirino Memorial Grandstand, on denuncià els Cafeteria Catholics a les Filipines com a «enemic de l'Església, falsos testimonis amb devoció pretesa», especificant que tots aquells que afirmen seguir a Jesucrist però neguen la doctrina catòlica rebutjant respectar la santedat de la vida humana i la llei natural, mentre fan al·lusió a la recent aprovació de la Llei sobre la Paternitat Responsable i Salut Reproductiva al dret civil. A més, també parlà contra els catòlics nominals que treballen la seva "joieria" (salut) però ignoren a Jesucrist en el Sant Sagrament.
El 13 de gener de 2013, el Papa Benet XVI nomenà el cardenal Tagle per servir com a membre del Comitè Presidencial del Consell Pontifici per a la Família i del Consell Pontifici per a la Cura Pastoral dels Migrants i els Itinerants.
Al conclave de 2013, Tagle era considerat com un dels papabili. Finalment sortí elegit el cardenal argentí Jorge Mario Bergoglio, qui adoptà el nom de Francesc.
El cardenal Tagle actualment és membre de la Congregació per a l'Educació Catòlica, de la Congregació per a l'Evangelització dels Pobles, del Pontifici Consell per a la Família, del Consell Pontifici per a la Cura Pastoral dels Migrants i els Itinerants, del Congregació per als Instituts de Vida Consagrada i Societats de Vida Apostòlica, del Consell pontifici per als Laics, del XIII Consell Ordinari del Secretariat Genera del Sínode de Bisbes i, l'11 de juliol de 2015, va ser fet membre del Consell Pontifici Cor Unum. També ha estat confirmat pel Papa Francesc com a President de la Federació Bíblica Catòlica el 5 de març de 2015. El 14 de març de 2015 va ser elegit President de Caritas Internationalis, rellevant el cardenal Óscar Rodríguez Maradiaga. Donades les opinions liberals del cardenal Tagle, la seva elecció va ser criticada per alguns mitjans catòlics.

## L'afer de l'Escola de Bolonya
Tagle serví durant sis anys (1995-2001) al comitè editorial (format per 50 membres) del projecte de la "Història del Vaticà II", coordinat per Alberto Melloni i Giuseppe Alberigo, tots dos promotors de l'Escola de Bolonya d'història eclesiàstica, que afirma que el Concili Vaticà II va ser una "ruptura" amb el passat. Aquesta posició ha estat criticada pel Papa Benet XVI, entre d'altres, qui sosté que el Vaticà II va representar una "continuïtat" amb el passat.
El cinquè volum, de 2.500 pàgines de la història del Vaticà II (completada després de les discussions en 14 conferències internacionals amb contribucions de més de 100 acadèmics) és vist com el treball seminal sobre el concili Vaticà II, tot i que ha estat criticada per alguns conservadors per proporcionar una lectura excessivament progressiva del concili. En particular, el 1999 Tagle, quan encara no era bisbe, va escriure el capítol en el quart volum de la Història del Vaticà II dedicat a l'anomenada "Una tempesta de novembre: la Setmana Negre", que es va desenvolupar al tancament de la tercera sessió del Consell el 1964, quan diverses accions per Papa Pau VI van causar alarma entre les forces de reforma. El comentarista catòlic Sandro Magister va informar que els membres de la Congregació per als Bisbes - que consideraven la candidatura de Tagle per arquebisbe - només es van assabentar de la seva afiliació amb l'Escola de Bolonya després de ser nomenat.
El 2005, l'arquebisbe d'Astigi, Agostino Marchetto, secretari del Consell Pontifici per a la Cura Pastoral dels Migrants i els Itinerants, va criticar el capítol escrit per Tagle, que va qualificar de «desequilibrat, periodístic, i que no té objectivitat s'espera d'un veritable historiador».
El vaticanòleg John L. Allen, Jr. va informar que el cardenal Marc Ouellet, prefecte de la Congregació per als Bisbes i protegit del Papa Benet XVI, manté el seu "suport total" vers Tagle. Allen també va informar que un funcionari del Vaticà va indicar que va llegir l'assaig del 1999 de Tagle, després que els mitjans n'informessin destacadament, i no va trobar res objectable. De fet, estava impressionat per la defensa de Pau VI de Tagle (Tagle va escriure que Pau va seguir una estratègia de «escoltar tots els punts de vista, sobretot els oposats» i que estava disposat a «sacrificar la seva popularitat personal per guardar el Concili i el seu futur»). Aquest funcionari també va dir que és difícil suggerir Tagle s'oposava a la lectura del Concili del Papa Benet XVI, ja que una de les fonts citades per Tagle van ser els escrits de Joseph Ratzinger.
En una entrevista televisada 2012 per Salt + Light Television, Tagle va sostenir que no hi va haver ruptura en el Magisteri de l'Església Catòlica Romana en comparació amb el que hi havia abans del Vaticà II. A més, va afegir que no es subscriu a la "teoria de la ruptura" que l'Església Catòlica abans de 1962 està desconnectada de l'actual Església.

## Opinions
A la seva intervenció a l'Assemblea General del Sínode de Bisbes del 2012, Tagle parlà sobre la necessitat d'una actitud d'humilitat, respecte i silenci sobre la part de l'Església Catòlica per «esdevenir més creïbles entre els fidels», elaborant-ho en una entrevista a Ràdio Vaticana.

### Comunió pels divorciats i catòlics tornats a casar
El cardenal Tagle ha assenyalat en repetides ocasions la seva obertura a permetre als divorciats casats de nou catòlics rebin la comunió. En una conversa amb el diari nord-americà The Boston Globe, el cardenal Tagle va dir que està obert a escoltar arguments per permetre que els catòlics divorciats i tornats a casar rebin la comunió sense una anul·lació. En una conversa amb el National Catholic Reporter, Tagle va expressar la seva esperança que «la pastoral dels divorciats i tornats a casar civilment es debat obertament i amb bona voluntat» a la Tercera assemblea general extraordinària del Sínode dels Bisbes de 2014, i afegí que «el debat és fort» En una entrevista a l'octubre de 2014 al Vatican Insider, el cardenal Tagle va dir que encara que els membres del Sínode extraordinari de la família havien votat en contra d'un paràgraf per admetre els catòlics divorciats i tornats a casar la comunió, que encara està "obert" a la possibilitat. El 2015, va dir al Catholic Herald que «Cada situació dels divorciats i tornats a casar és bastant única. Tenir una regla general podria ser contraproduent al final.»

### Escalfament global
Seguint la publicació de l'encíclica del Papa Francesc Laudato Si, el cardenal Tagle llançà una ambiciosa campanya a les Filipines de recollida de signatures per una petició contra l'escalfament global causat per les emissions antropogèniques de diòxid de carboni.

### Llenguatge sobre homosexuals, mares solteres i catòlics divorciats i tornats a casar
Al Congrés de Joves Flama 2, una trobada de 8.000 joves catòlics al SSE Wembley Arena el 2015, Tagle criticà les "paraules dures" que l'Església Catòlica tenia des de fa molt temps utilitzades per als homosexuals, mares solteres i catòlics divorciats i tornats a casar, afegint que els fa sentir " marcats". Els comentaris de Tagle van aparèixer a la crítica del National Catholic Register, el diari catòlic nacional més antic dels Estats Units i al LifeSiteNews.com, un gran moviment cristià pro-vida.

### Consagració nacional a l'Immaculat Cor de Maria
Tagle encapçalà la Consagració nacional a l'Immaculat Cor de Maria a l'església de Paco-Dilao el 8 de juny de 2013.

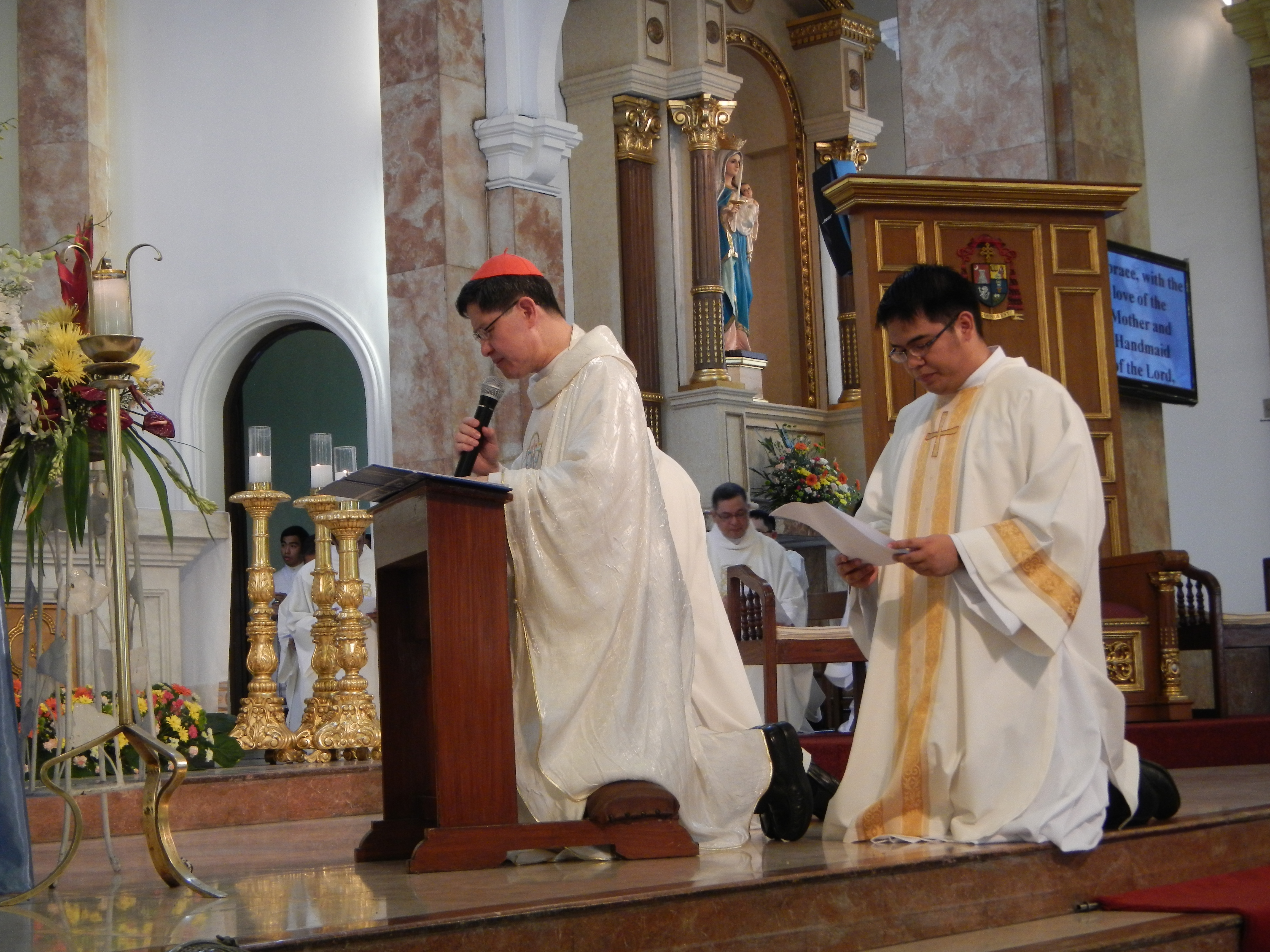
[https://commons.wikimedia.org/wiki/Category:National_Consecration_to_the_Immaculate_Heart_of_Mary Consagració nacional a l'Immaculat Cor de Maria

### Celibat sacerdotal
Al Sínode dels Bisbes el 2005, el cardenal Angelo Scola va expressar les seves reserves sobre el desig de canviar les regles de l'Església sobre el celibat. Tagle, però, va respondre suggerint que l'Església ha de considerar un canvi per combatre la mancança de preveres.

## Escut d'armes

Escut d'armes del cardenal Tagle

El costat dextrat es deriva de les armes de la Ciutat de Manila. La torre de Castella vol dir fe en un sol Déu, amb les seves tres finestres que professen la devoció a la Santíssima Trinitat. La Lluna creixent és un símbol de la Mare de Déu com la Immaculada Concepció, la patrona principal de les Filipines. A la part inferior, un lleó marí porta una bastó cruciforme dins d'un camp atzur, que significa la ciutat de Manila. El lleó marí és originalment una designació heràldica espanyola de les Filipines com una possessió d'ultramar (a l'estranger). Avui en dia, el disseny també es troba en diversos escuts de l'estat, com ara el segell presidencial.
El costat sinistre superior representa a Crist com el Bon Pastor i com a pescador, acompanyats d'un Llibre de l'Evangeli obert inscrita amb les lletres Alfa i Omega. La secció central és una versió estilitzada de Mare de Déu del Pilar, la patrona de la seva diòcesi anterior. Aquest consisteix en un columna jònica coronada per una "M" ornamentada com a símbol de la Mare de Déu, coronada amb dotze estrelles. La part inferior mostra un escaire, que representa a Josep de Natzaret, a més d'un lliri; en referència al seminari on va assistir.
El lema de Tagle es pren de l'Evangeli de Joan 21: 7,  Dominus Est  ("És el Senyor!").

## Honors
Gran prior per les Filipines de l'Orde del Sant Sepulcre de Jerusalem
Honors Acadèmic
- Far Eastern University: Doctor en Humanitats honoris causa[70]
- San Beda College: Doctor en Humanitats honoris causa (30 de marc de 2012)
- De La Salle University - Dasmariñas: Doctor en Humanitats honoris causa (19 de juny de 2013)
- Xavier University - Ateneo de Cagayan: Doctor en Humanitats honoris causa (1 d'agost de 2013)
- Holy Angel University: Doctor en Humanitats honoris causa (16 d'agost de 2013)
- Fordham University: Doctor en Humanitats honoris causa (28 de marc de 2014)[71]
- Universitat Catòlica d'Amèrica: Doctor en Humanitats honoris causa (17 de maig de 2014)